# 第39回毎日王冠
1988年10月9日に開催された第39回毎日王冠について記述する。
※年齢は全て旧表記にて表記

## レース施行時の状況
1988年1月に笠松競馬場から中央競馬へ移籍したオグリキャップは初めての古馬との対戦となる高松宮杯を優勝して重賞5連勝を達成し、第98回天皇賞（秋）の前哨戦としてこのレースへの出走を決定した。
その他にも当時の短距離戦線のトップホースであったニッポーテイオーに勝利した経験のあるダイナアクトレスとフレッシュボイス、さらに長期のヨーロッパ遠征から帰国した東京優駿優勝馬シリウスシンボリなど、当時の中央競馬の一流馬が数多く出走した。

## 出走馬
天候：晴れ、芝：稍重
※施行条件については毎日王冠も参照。
スタート前にシリウスシンボリが暴れてレジェンドテイオーを蹴りつけ、レジェンドテイオーが発走除外となったため、11頭立てとなった。
オグリキャップは初めての古馬との対戦となる前走高松宮杯でも単勝支持率1.2倍と断然の人気であったが、前年度同レースの覇者で重賞常連のランドヒリュウを事実上のマッチレースの末に下し重賞5連勝、笠松からの通算で13連勝、連対率100％を継続していた。
本レースでは前走より大幅に相手関係は強化されたものの、オグリキャップは1.7倍と断然の1番人気で、続いて、前年度優勝馬、前走安田記念ではニッポーテイオーの2着だった岡部幸雄のダイナアクトレスが5.1倍、前走、青函トンネル開通記念でシリウスシンボリ、ウインドストース、トウショウサミットらに快勝し、初のGIに駒を進めてきた柴田政人のボールドノースマンが5.7倍と、単勝支持率10倍以下は、この3頭のみであった。
| 枠番 | 馬番 | 競走馬名           | 性齢 | 騎手     | オッズ        | 調教師     |
| ---- | ---- | ------------------ | ---- | -------- | ------------- | ---------- |
| 1    | 1    | レジェンドテイオー | 牡6  | 郷原洋行 | （出走取消）  | 田村駿仁   |
| 2    | 2    | フレッシュボイス   | 牡6  | 田原成貴 | 14.8（7人）   | 境直行     |
| 3    | 3    | マイネルダビテ     | 牡5  | 蛯沢誠治 | 90.4（9人）   | 栗田博憲   |
| 4    | 4    | ランニングフリー   | 牡6  | 菅原泰夫 | 12.9（5人）   | 本郷一彦   |
| 4    | 5    | ボールドノースマン | 牡5  | 柴田政人 | 5.7（3人）    | 稗田研二   |
| 5    | 6    | タイガールイス     | 牡6  | 的場均   | 19.5（1人）   | 阿部新生   |
| 5    | 7    | シリウスシンボリ   | 牡7  | 加藤和宏 | 11.1（4人）   | 二本柳俊夫 |
| 6    | 8    | オグリキャップ     | 牡4  | 河内洋   | 1.7（1人）    | 瀬戸口勉   |
| 7    | 9    | ダイナアクトレス   | 牝6  | 岡部幸雄 | 5.1（2人）    | 矢野進     |
| 7    | 10   | ウインドストース   | 牡6  | 杉浦宏昭 | 13.0（6人）   | 二本柳俊夫 |
| 8    | 11   | トウショウサミット | 牡7  | 柏崎正次 | 124.3（10人） | 奥平真治   |
| 8    | 12   | マウントニゾン     | 牡6  | 天間昭一 | 194.0（11人） | 森安弘昭   |

出走頭数：11頭

## レース結果

### レース展開
レースは逃げ馬のレジェンドテイオーが除外になったため、無理にハナを主張する馬もおらず、1,000m通過が61.5秒とかなりのスローペースになった。馬群がほぼ一塊のまま第4コーナーに入り、直線ではまずダイナアクトレスとランニングフリーが抜け出してきたが、後方にいたオグリキャップが2頭を交わして先頭に立ち、遅れて追い込んできたシリウスシンボリの追撃を振り切って優勝した。

### 結果
| 着順 | 枠番 | 馬番 | 競走馬名           | タイム | 着差     |
| ---- | ---- | ---- | ------------------ | ------ | -------- |
| 1    | 6    | 8    | オグリキャップ     | 1.49.2 |          |
| 2    | 5    | 7    | シリウスシンボリ   | 1.49.4 | 1馬身1/4 |
| 3    | 4    | 5    | ボールドノースマン | 1.49.6 | 1馬身1/4 |
| 4    | 4    | 4    | ランニングフリー   | 1.49.7 | クビ     |
| 5    | 7    | 9    | ダイナアクトレス   | 1.50.1 | 2馬身1/2 |
| 6    | 2    | 2    | フレッシュボイス   | 1.50.2 | 1/2      |
| 7    | 5    | 6    | タイガールイス     | 1.50.3 | クビ     |
| 8    | 3    | 3    | マイネルダビテ     | 1.50.3 | アタマ   |
| 9    | 8    | 11   | トウショウサミット | 1.50.6 | 2馬身    |
| 10   | 8    | 12   | マウントニゾン     | 1.50.8 | 1馬身    |
| 11   | 7    | 10   | ウインドストース   | 1.51.7 | 5馬身    |
| 除   | 1    | 1    | レジェンドテイオー | -      | -        |

- ラップ

12.8-11.8-12.3-12.3-12.3-11.7-12-11.6-12.4
12.8-24.6-36.9-49.2-61.5-73.2-85.2-96.8-109.2

### 払戻
| 単勝式 | 8   | 170円 |
| 複勝式 | 8   | 120円 |
| 複勝式 | 7   | 210円 |
| 複勝式 | 5   | 150円 |
| 枠連   | 5-6 | 930円 |

## エピソード
- オグリキャップは当時の中央競馬における重賞優勝の最多（タイ）記録となる6連勝を記録した[1]。
- 大橋巨泉はオグリキャップのレースぶりについて、「古馬の一線級を相手に、スローペースを後方から大外廻って、一気に差し切るなどという芸当は、今まで見たことがない。」、「どうやらオグリキャップは本当のホンモノの怪物らしい。」とした[5]。